# اخلود (روستا)
 اخلود  به عربی ( الأخلود  )، روستایی است در دهستان المُقَبَنَة از توابع استان حضرموت در کشور یمن در شبه جزیره عربستان.

## جمعیت
جمعیت آن ( ۱۳۰ ) نفر ( ۱۳ خانوار) می‌باشد.